# Старостенко Юрій Михайлович
Ю́рій Миха́йлович Старосте́нко  (16 серпня 1931, Одеса — 8 січня 1990, Харків) — український радянський живописець, графік і театральний декоратор; член Харківської організації Спілки радянських художників України з 1962 року.

## Життєпис
Народився 16 серпня 1931 року в місті Одесі (нині Україна). Упродовж 1947—1952 років навчався у Харківському художньому училищі; у 1952—1958 роках — у Харківському художньому інституті, де його викладачами були зокрема Борис Косарєв та Олександр Вяткін.
Протягом 1958—1990 років викладав у Харківському художньому інституті (з 1963 року у Харківському художньо-промисловому інституті). Завідував кафедрою з 1974 року, доцент. Член КПРС з 1963 року.
Жив у Харкові в будинку на вулиці Отокара Яроша, № 19, квартира № 9. Помер у Харкові 8 січня 1990 року.

## Творчість
Працював в галузі театрально-декораційного мистецтва, станкової та книжкової графіки й монументального живопису. Серед робіт:
- диптих «Харків старий», «Харків сучасний» (1970; кольорова ліногравюра);
- ілюстрації до роману Костянтина Симонова «Солдатами не народжуються» (1965, Київ);

оформлення вистав у Харківському драматичному театрі імені Тараса Шевченка
- «Незнайомі люди» Лева Устинова (1959);
- «Циганка Аза» Михайла Старицького (1959);

серії ліногравюр
- «Карпати» (1960);
- «Люди і море» (1962);
- «Дружба народів»;
- «Міста-столиці» (1967);

панно
- «Дружба нородів» у ресторані «Центральний» в Харкові (1961; у співавторстві з Олександром Хмельницьким та Аллою Новосьоловою);
- «Україна зустрічає гостей» в готелі «Інтурист» у Харкові (1964; у співавторстві з Віктором Віхтинським та Олексієм Щегловим) (1964);
- «Український килим» в універсамі «Харків» (1970).

Брав участь у всеукраїнських і всесоюзних виставках з 1958 року, міжнародних з 1963 року. Персональні виставки пройшли у Харкові у 1972, 1975 і 1977 роках.